# 1827 en musique classique
| \| • Retour à la chronologie générale de la musique classique • \| |
| Grèce • Rome • Haut Moyen Âge • VIIIe siècle • IXe siècle • Xe siècle • XIe siècle XIIe siècle • XIIIe siècle • XIVe siècle • XVe siècle • XVIe siècle • XVIIe siècle XVIIIe siècle • XIXe siècle • XXe siècle • XXIe siècle |
| • Retour à la chronologie générale de la musique classique • |

| Années en musique classique : 1824 - 1825 - 1826 - 1827 - 1828 - 1829 - 1830    |
| Décennies en musique classique : 1790 - 1800 - 1810 - 1820 - 1830 - 1840 - 1850 |

Cet article présente les faits marquants de l'année 1827 en musique.

## Événements
- 7 janvier : Olivo e Pasquale, opéra, musique de Gaetano Donizetti, livret de Jacopo Ferretti, créé au Teatro Valle de Rome.
- 26 mars : Moïse et Pharaon, opéra de Gioachino Rossini, créé à l'Opéra de Paris.
- 13 mai : Otto mesi in due ore, opéra, musique de Gaetano Donizetti, livret de Domenico Gilardoni, créé au Teatro Nuovo de Naples.
- 16 juin : création de Danao, re d'Argo de Giuseppe Persiani, à la Pergola de Florence
- 1er septembre : reprise d’Olivo e Pasquale au Teatro Nuovo de Naples dans une version révisée par le compositeur.
- 22 septembre : Almanzor de Giovanni Tadolini, au Teatro Grande de Trieste[1]
- 27 octobre : Il pirata, opéra de Vincenzo Bellini, créé à la Scala de Milan.
- 19 novembre : Margherita regina d'Inghilterra, opéra de Giovanni Pacini, créé au Théâtre San Carlo de Naples.
- 27 décembre : Masaniello, opéra de Michele Carafa, créé à l'Opéra-Comique.

Date indéterminée
- Publication du Quatuor à cordes no 14 op. 131 et du Quatuor à cordes no 16 op. 135 de Beethoven.
- Franz Schubert compose :
  - le Winterreise;
  - Trio pour piano et cordes no 1 en si bémol majeur;
  - Trio pour piano et cordes no 2 en mi bémol majeur.
  - Huit Impromptus

## Prix de Rome
1er Prix : Jean-Baptiste Guiraud, 2e Prix : Guillaume Ross-Despréaux et Alphonse Gilbert avec la cantate La Mort d’Orphée. Hector Berlioz, qui concourait, n’obtint pas de prix.

## Naissances

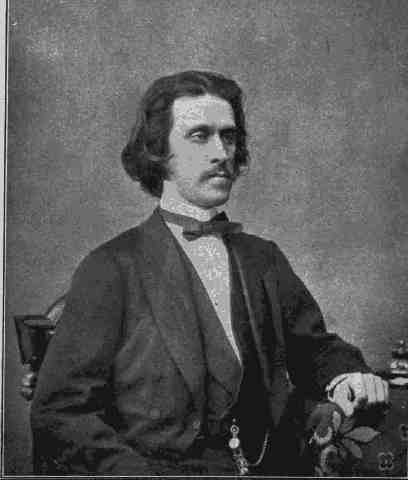
Josef Strauss

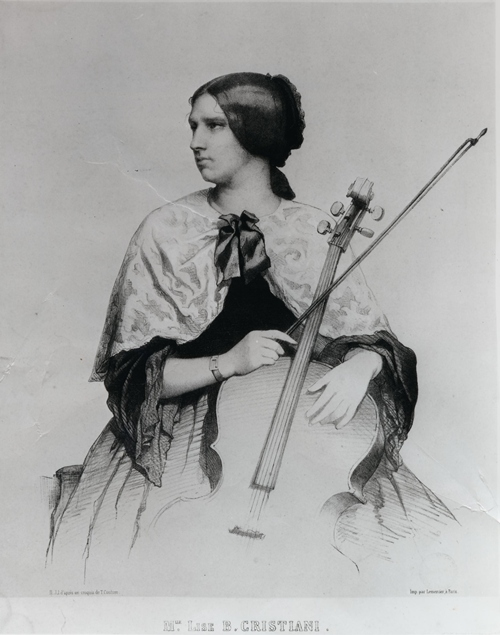
Lise Cristiani

- 1er janvier : Alfred-Alexandre Quentin, musicien français († 6 février 1895).
- 21 janvier : Joseph-Auguste Charlot, compositeur français († 29 juillet 1871).
- 5 mars : Émile Jonas, compositeur français († 21 mai 1905).
- 6 mars : Pierre Barbedette, compositeur, musicographe, critique musical et homme politique français († 1er février 1901).
- 24 mars : Gustave Alkan, pianiste et compositeur français († 26 avril 1882).
- 15 mai : Maria Lindsay, compositrice anglaise († 3 avril 1898).
- 10 juin : Louise Aglaé Massart, pianiste et pédagogue française († 26 juillet 1887).
- 20 juillet : Jules Duprato, compositeur français († 20 mai 1892).
- 1er août : 
  - Alexandre Beaumont, juriste, librettiste, dramaturge et romancier français († 11 mars 1909).
  - Victor Robillard, compositeur et chef d'orchestre français († 27 février 1893).
- 16 août : Adolphe Leroy, clarinettiste français († 1er septembre 1880).
- 20 août : Josef Strauss, compositeur autrichien († 22 juillet 1870).
- 22 août : Edouard Silas, organiste, pianiste, compositeur et pédagogue néerlandais († 8 février 1909).
- 28 août : Teresa Milanollo, violoniste et compositrice italienne († 25 octobre 1904).
- 6 octobre : Carl Riedel, compositeur allemand († 3 juin 1888).
- 12 novembre : Gustav Adolf Merkel, organiste et compositeur allemand († 30 octobre 1885).
- 20 novembre : Charles Collin, organiste et compositeur français († 2 mars 1911).
- 7 décembre : Teodoro Cottrau, compositeur italien et poète († 30 mars 1879).
- 22 décembre : Pierre Schyven, facteur d'orgues belge († 6 juin 1916).
- 24 décembre : Lise Cristiani, violoncelliste française († 24 octobre 1853).
- 31 décembre : Caroline Miolan-Carvalho, soprano française († 10 juillet 1895).

Date indéterminée
- Julia Niewiarowska-Brzozowska, compositrice polonaise († décembre 1891)

## Décès

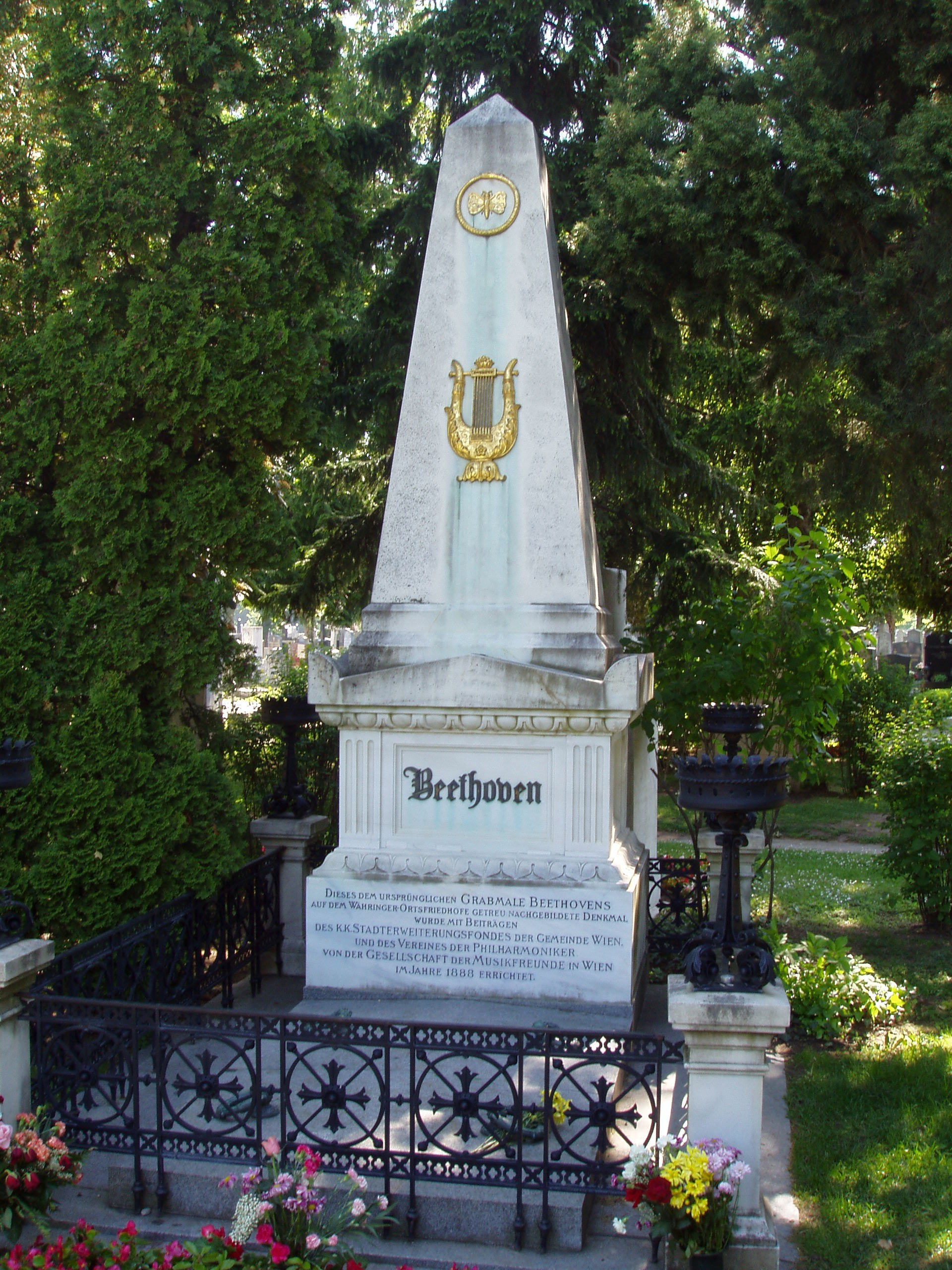
Tombe de Beethoven

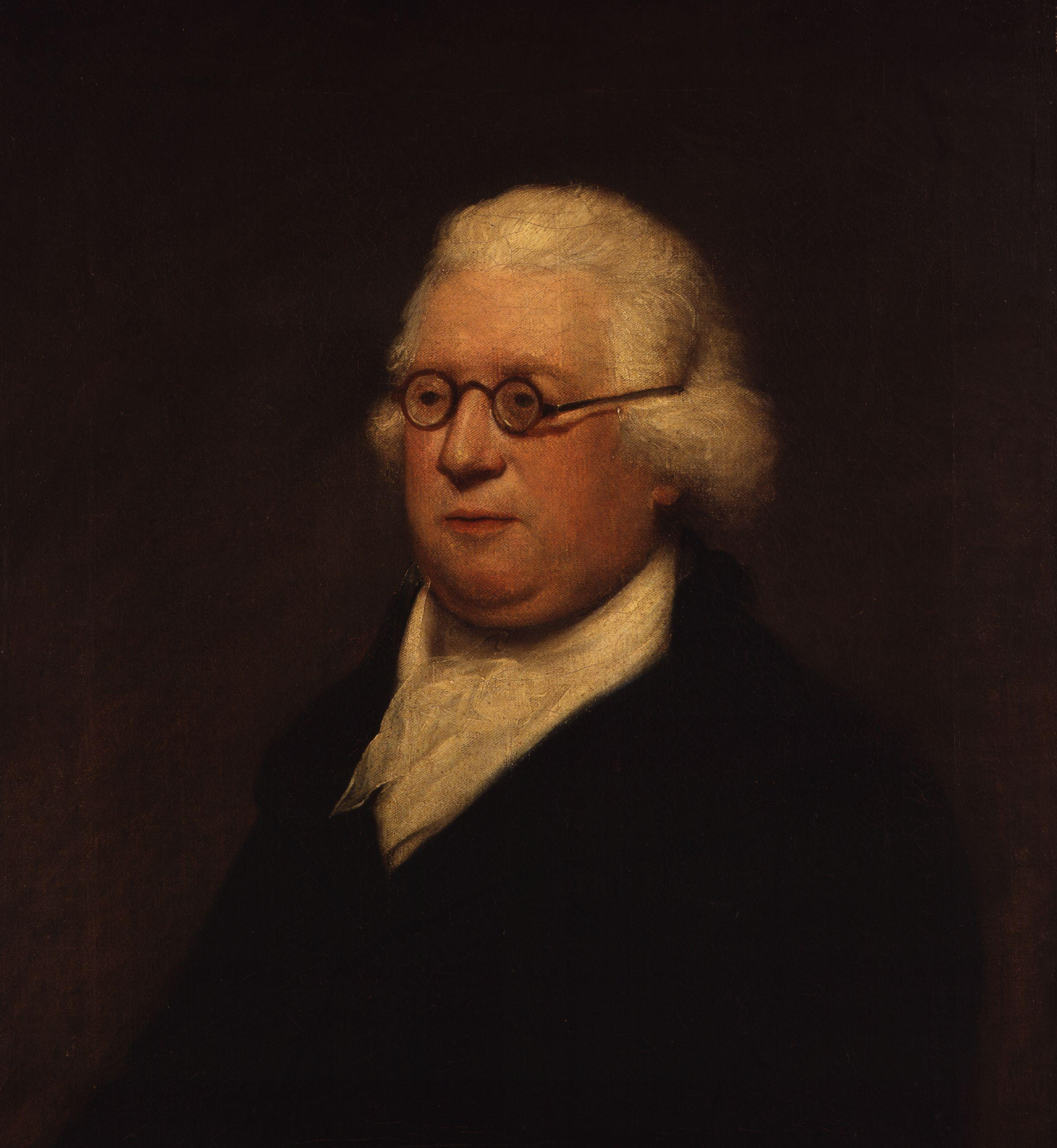
James Hook

- 21 janvier : John Spray,  ténor anglais (° c. 1768).
- 27 janvier : Pierre Desvignes, compositeur français (° 27 septembre 1764).
- 2 février : Johann Nepomuk Kalcher, organiste et compositeur allemand (° 15 mai 1764).
- 9 mars : Franz Xaver Gerl, chanteur d'opéra autrichien avec une voix de basse et compositeur (° 30 novembre 1764).
- 26 mars : Ludwig van Beethoven, compositeur allemand (° 17 décembre 1770).
- 3 avril : Ernst Chladni, physicien allemand, fondateur de l'acoustique moderne (° 30 novembre 1756).
- 15 avril : Joseph Candeille, compositeur et chanteur français (° 8 décembre 1744).
- 26 avril : Bernardo Ottani, compositeur italien (° 8 septembre 1736).
- 17 juillet : Charles Borremans, violoniste et chef d’orchestre belge (° 25 avril 1769).
- 25 juillet : Gottfried Christoph Härtel, éditeur de musique allemand (° 27 janvier 1763).
- 2 août : James Hewitt, compositeur, éditeur, violoniste et organiste américain d'origine anglaise (° 4 juin 1770).
- 28 août : Adam Liszt, violoncelliste hongrois, père de Franz Liszt (° 16 décembre 1776).
- 4 septembre : Michael Pamer, compositeur autrichien (° 8 mars 1782).
- 27 septembre : Johann Ernst Dauer, acteur de théâtre et ténor allemand (° 1746).
- 6 novembre : Bartolomeo Campagnoli, violoniste et compositeur italien (° 10 septembre 1751).
- 19 décembre : Jean Arnold Antoine Tuerlinckx, facteur belge d'instruments de musique (° 22 novembre 1753).
- 26 décembre : Jan David Holland, compositeur polonais (° 17 mars 1746).

Date indéterminée
- James Hook, compositeur et organiste anglais (° 3 juin 1746).